# リチウムビス(トリフルオロメタンスルホニル)イミド
リチウムビス(トリフルオロメタンスルホニル)イミド（英語: lithium bis (trifluoro methane sulfonyl) imide, LiTFSI）は、化学式が  LiC2F6NO4S2 で表される親水性塩である。リチウムイオンとビストリフルイミドイオンで構成される。
一般的に使用されているヘキサフルオロリン酸リチウムより安全な代替品として、リチウムイオン電池の電解液のリチウムイオン供給源として使われる。
LiTFSIは水への溶解度が非常に高い（＞21 mol/kg）ため、水系リチウムイオン電池の電解液のリチウム塩として使用されてきた。